# Equator (schooner)
Equator était une petite goélette commerciale à deux mâts qui, en 1889, transportait les passagers Robert Louis Stevenson et Fanny Vandegrift Stevenson lors d'un voyage à travers les îles de Micronésie. Ils ont visité Butaritari, Mariki, Abaiang et Abemama dans les îles Gilbert (également connues sous le nom de Kingsmills), maintenant Kiribati.

## Préservation
Construit à l'origine à San Francisco en 1888 en tant que transport de coprah, Equator a été converti en vapeur en 1897 et finalement abandonné dans le port d'Everett en 1957. Le navire a été le premier artefact d'Everett inscrit au registre national des lieux historiques en 1972. les restes de la coque sont protégés par un hangar près du parc de la marina du port d'Everett. Plusieurs tentatives de reconstruction du navire ont échoué et la restauration est considérée comme peu probable. Construit à Benicia, en Californie, c'est la dernière coque survivante de cette période connue. Au cours de sa carrière, il a travaillé à la voile, à la vapeur, à l'essence et au diesel. Il a transporté le coprah, le poisson et a servi de remorqueur et de soutien pour l'U.S. National Geodetic Survey. En raison de son faible tirant d'eau, le bateau pouvait s'approcher du rivage là où les autres navires ne pouvaient pas aller.

## Galerie

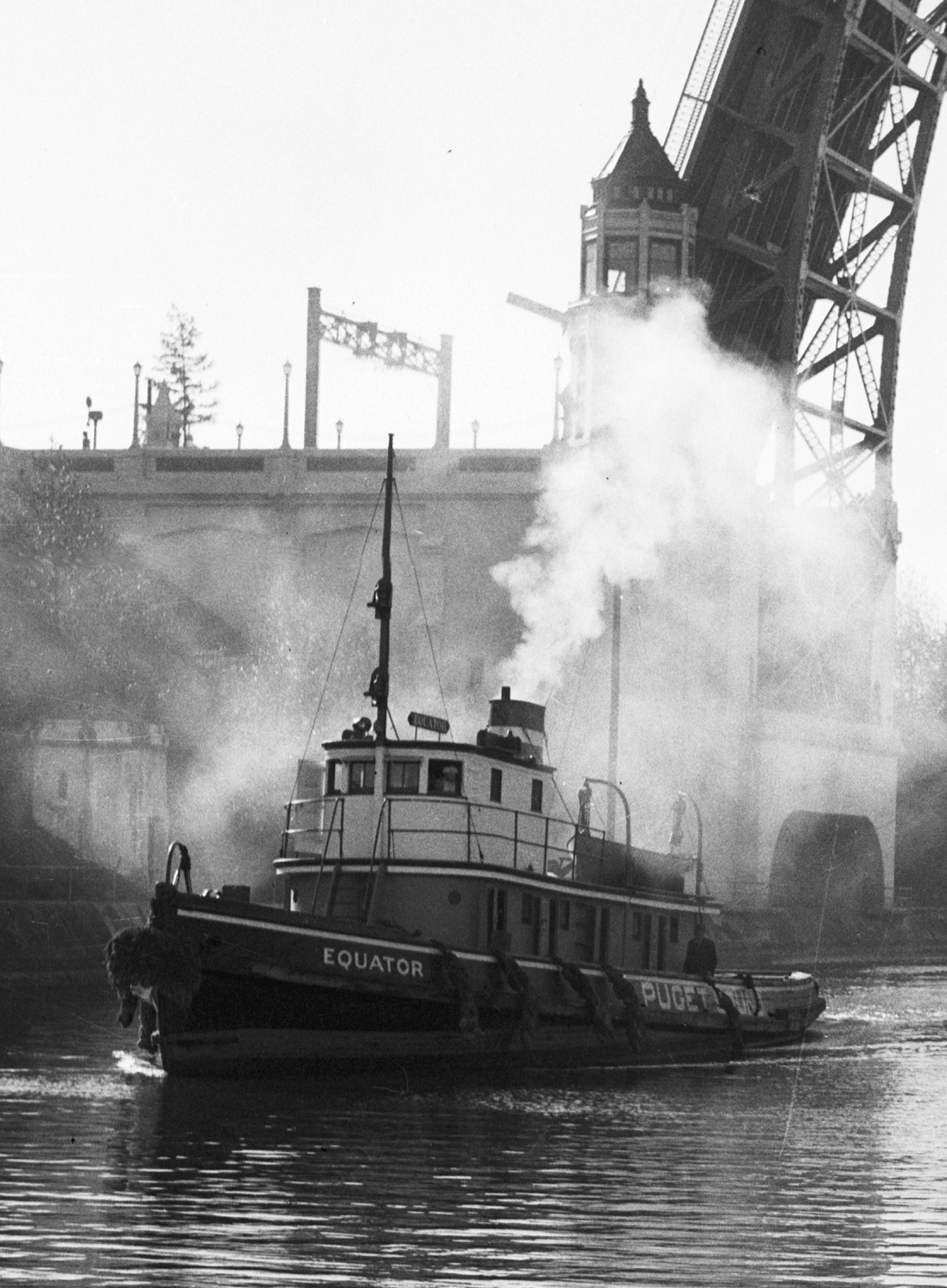
Remorqueur Equator